# Gowarczów
Gowarczów [ɡɔvˈart͡ʃuf] ist eine Stadt im Powiat Konecki der Woiwodschaft Heiligkreuz in Polen. Sie ist Sitz des Powiats und der gleichnamigen Stadt-und-Land-Gemeinde. Im Jahr 2021 lebten in Gowarczów 1343 Personen.
In der Nähe von Gowarczów fließt der Fluss Drzewiczka.
Gowarczów erhielt 1430 das Stadtrecht, verlor jedoch am 13. Januar 1870 die Stadtrechte und wurde in die Gmina Gowarczów im Landkreis Końskie eingegliedert. In den Jahren 1867–1954 war es Sitz der Gmina Gowarczów, 1954–1972 der Gromada Gowarczów, und ab 1973 der wiederhergestellten Gmina Gowarczów. Von 1975 bis 1998 gehörte es administrativ zur Woiwodschaft Radom. Am 1. Januar 2024 erhielt Gowarczów erneut den Status einer Stadt.

## Geschichte

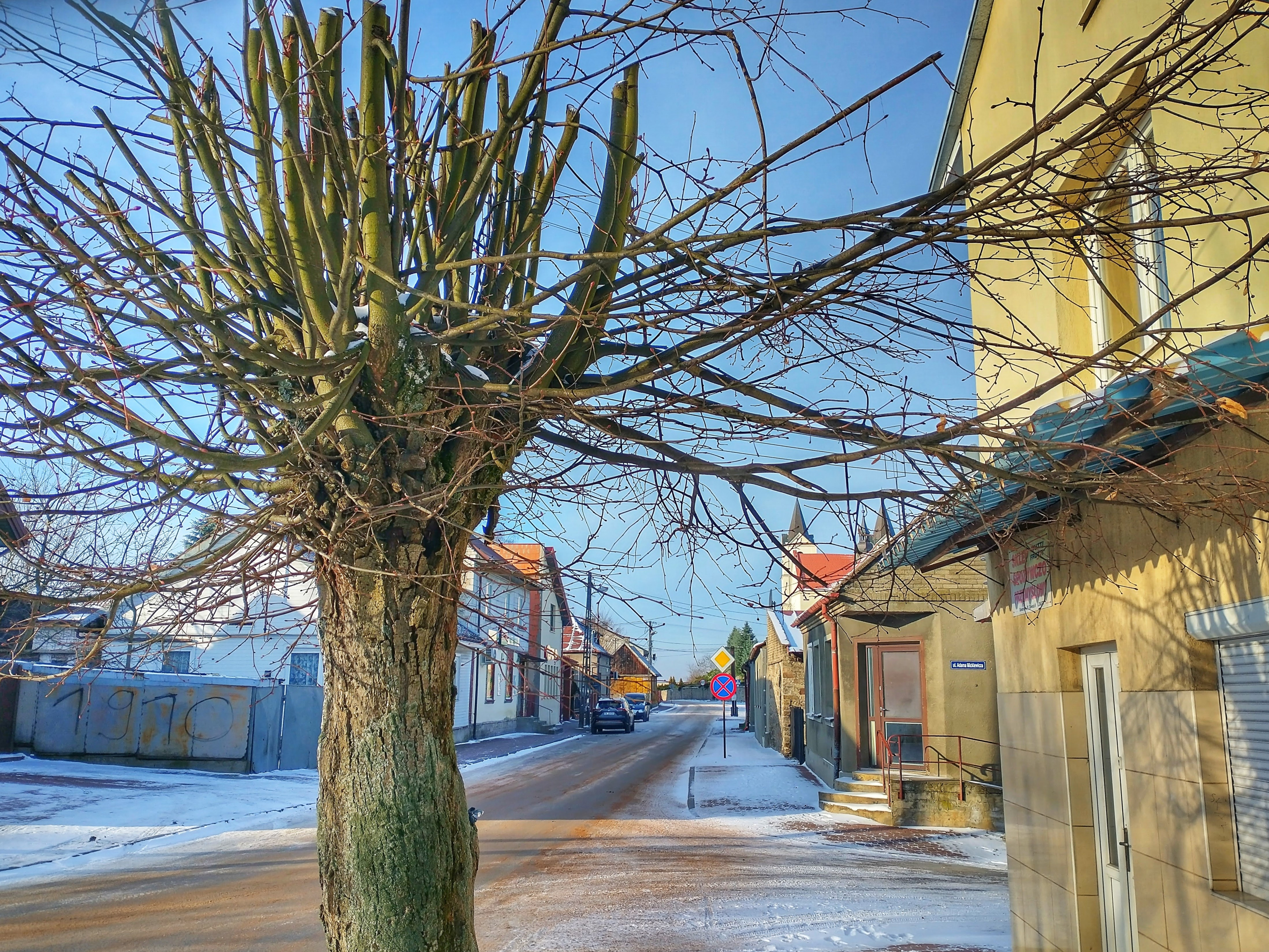
Ein Teil des Marktplatzes und der Zamkowa-Straße

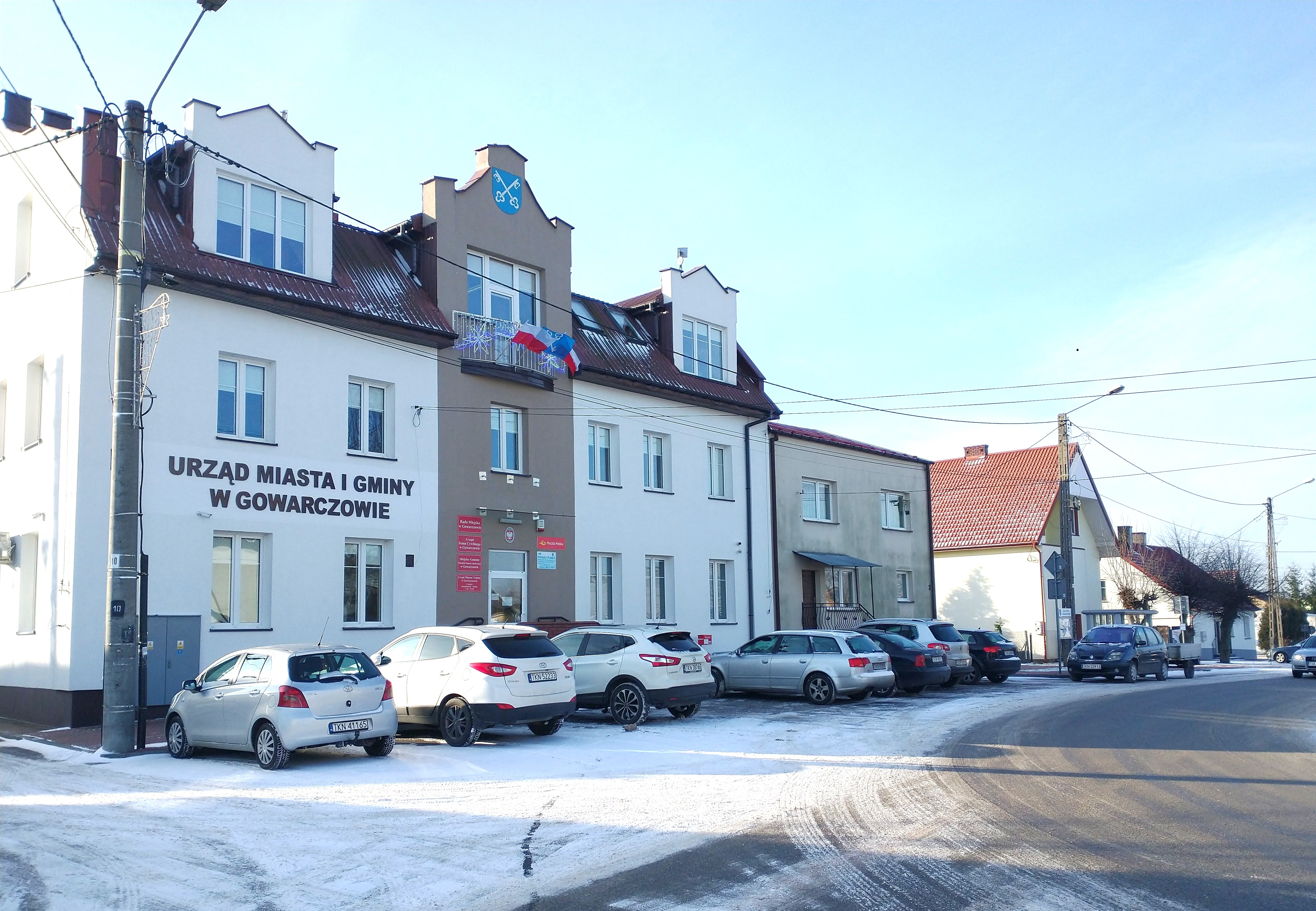
Der Marktplatz mit dem Rathaus und der Gemeindeverwaltung

Im frühen Mittelalter gab es hier eine Burganlage in Form einer „Acht“, die in den Jahren 1100–1250 bewohnt war. Im 14. Jahrhundert bestand hier eine Pfarrsiedlung mit einer Holzkirche (erwähnt 1404, aber wahrscheinlich schon seit dem 13. Jahrhundert vorhanden), die den Zehnten an das Kollegiatstift in Sandomierz abführte. In Dokumenten aus dem Jahr 1376 wird ein Kaplan namens Mikołaj de Goworziczow erwähnt. Zu Beginn des 15. Jahrhunderts schenkte der Erbe von Gowarczów, Wysota, dem örtlichen Pfarrer ein Feld, Wiesen, einen Wald und einen Gasthof in Miłaków.
Die Stadt wurde 1430 nach Magdeburger Recht von König Władysław II. Jagiełło auf Bitte des Besitzers von Gowarczów, des sandomierschen Unterjägermeisters Krystyn (Krzysztof) Magiera, gegründet. Sie liegt an der Straße von Kielce nach Grójec, 2,5 Meilen von Opoczno und 1,5 Meilen von Końskie entfernt. Sie wurde als Goworziczow (1339), Goworzyczow (1520) und Goworczow (1577) erwähnt.
Im 16. Jahrhundert beschäftigten sich die Einwohner hauptsächlich mit der Landwirtschaft. Ein Dokument aus dem Jahr 1546 vermerkt, dass Kaufleute aus Schlesien und Mähren Handelsbeziehungen mit der Stadt hatten. Im Jahr 1577 hatte Gowarczów 7 Hufen. Die Stadt zahlte eine Straßensteuer von 6 Florinen, von 7 Hufen und 6 Maßen Wodka, außerdem eine Jahressteuer von 22 Florinen. 1662 hatte die Stadt 374 Einwohner in 43 Häusern.
Im Jahr 1511 wurde die gemauerte Kirche zu Ehren der Heiligen Peter und Florian erwähnt, mit einem Platz für die Schule, städtischen Feldern, einer Mühle und Teichen. Die Kirche wurde 1640 durch den Krakauer Fähnrich Aleksander Koryciński und seine Frau Zofia von den Zborowski-Familie erweitert. Nach einem Brand im Jahr 1767, der die Stadt und die Kirche erfasste, wurde die heutige Kirche 1774 mit Mitteln von Józef Jabłonowski erbaut. Die Kirche der Heiligen Apostel Peter und Paul wurde 1778 vom Bischof Ignacy Antoni Kozierowski geweiht. Die Kirche wurde 1843 renoviert und in den Jahren 1902–1904 erheblich erweitert.
Es gab auch eine vom Kirche getrennte Kapelle des Heiligen Rochus.
In der Mitte des 14. Jahrhunderts umfasste die Pfarrei Gowarczów ein Gebiet von 103 km². Um 1350 hatte sie 432 Einwohner. Im 19. Jahrhundert gehörte die Pfarrei Gowarczów zum Dekanat Skrzynia und später zum Dekanat Końskie; 1881 hatte sie 4960 Gemeindemitglieder. Vor 1881 war Adam Jakubowski der Pfarrer.
Bis zum 18. Jahrhundert blieb die Stadt im Besitz der Familien Bniński und Jabłonowski. Die Stadt war ein Zentrum der Eisenindustrie, die Bevölkerung stellte Nägel her, und im 18. Jahrhundert gab es hier eine Säbelfabrik. In der ersten Hälfte des 19. Jahrhunderts gab es hier einen Hochofen und drei Frischen.
Im Jahr 1827 zählte man hier 103 Häuser und 946 Einwohner, 1861 waren es 126 Häuser und 1496 Einwohner (darunter 788 Juden), überwiegend Landwirte. 1881 hatte Gowarczów 138 Häuser (12 aus Ziegel) und 1280 Einwohner. Es gab eine Grundschule, und die Gemeindeverwaltung sowie das Gemeindegericht des I. Bezirks hatten ihren Sitz hier. Jeden Dienstag fanden Märkte statt. In Końskie, das 10 Wersten entfernt lag, gab es eine Poststation.
Im Jahr 1869 verlor Gowarczów die Stadtrechte.

### Die Gemeinde Gowarczów im 19. Jahrhundert
Um 1881 zählte die Gmina Gowarczów 5096 Einwohner und hatte eine Fläche von 19583 Morgens, darunter 10544 Morgen Herrenland.

## Denkmäler

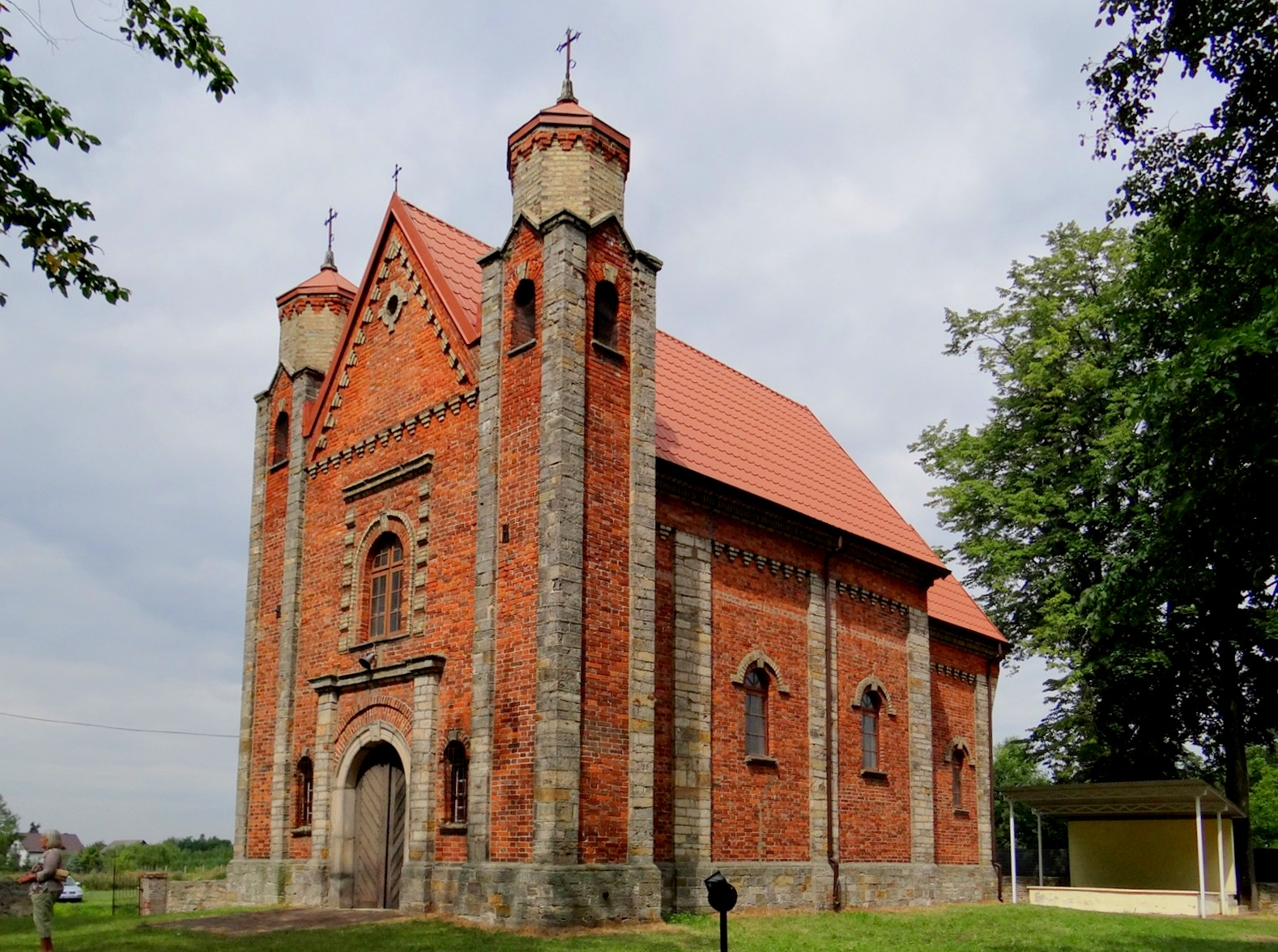
Die Kirche St. Rochus

- Die Kirche der Heiligen Apostel Peter und Paul aus dem 15. Jahrhundert. Ursprünglich gotisch, wurde sie um 1640 durch den Krakauer Fähnrich Aleksander Koryciński und seine Frau Zofia von den Zborowski-Familie erweitert. Die Kirche wurde 1767 bei einem Brand zerstört, und der Wiederaufbau erfolgte 1774 unter der Förderung des neuen Besitzers, des galizischen Fähnrichs Józef Jabłonowski. In den Jahren 1902–1904 wurde die Kirche auf Initiative von Pfarrer Antoni Czarkowski erneut erweitert. Das Kirchenschiff behielt in seinem östlichen, zweijochigen Teil seine ursprüngliche Form bei, während der westliche Teil mit der Doppelturmfassade aus dem frühen 20. Jahrhundert stammt. Das kurze, rechteckige Presbyterium ist im Kern gotisch. Die Sakristei und die beiden quadratischen Seitenkapellen stammen aus dem Jahr 1640. Unter den Kapellen befinden sich gewölbte Grabkrypten, weshalb ihre Böden etwas höher liegen als das Niveau des Kirchenschiffs. Die Kapellen, das Presbyterium und die Sakristei haben Kreuzgratgewölbe, während der Vorraum und das Schatzgewölbe Tonnengewölbe aufweisen. Das Kirchenschiff erhielt ein neues Gewölbe bei der letzten Erweiterung. Die Ausstattung des Innenraums wird von Elementen des frühen Barock dominiert. Die Kirche wurde in das Register der unbeweglichen Denkmäler aufgenommen (Registernr.: A.483 vom 23.03.1957, 15.02.1967 und 07.05.1980).

- Die Kirche St. Rochus aus dem Jahr 1908. Es handelt sich um einen einschiffigen Bau mit einem etwas niedrigeren Presbyterium als das Kirchenschiff. Die Vorderseite der Kirche ist von zwei kleinen Türmen eingefasst. Die Kirche besitzt ein Tonnen-Kreuzgewölbe. Auf dem aus Ziegel und Gips gefertigten Altar befindet sich ein spätgotisches Gemälde des heiligen Rochus.

## Persönlichkeiten
- Izrael Rabon (1900–1941), polnisch-jüdischer Dichter, Prosaautor, Essayist, Übersetzer und Literaturkritiker
- Karol Głogowski (1933–2005), polnischer Anwalt, Oppositionsaktivist in der Volksrepublik Polen

## Bibliographie
- Miasta polskie w Tysiącleciu, przewodn. kom. red. Stanisław Pazyra, Zakład Narodowy imienia Ossolińskich, Wrocław – Warszawa – Kraków, 1965–1967